# Női OFC-olimpiai selejtezőtorna
A Női OFC-olimpiai selejtezőtorna (angolul: OFC Women's Olympic Qualifying Tournament) egy női labdarúgó-selejtező-torna, amely az olimpiára történő kijutásról dönt. A sorozatban Óceánia női válogatottjai vesznek részt.

## Eddigi eredmények
| 2004 Részletek | Fidzsi-szigetek | · Ausztrália | Körmérkőzés  | · Pápua Új-Guinea | · Fidzsi-szigetek                | —                                | —                                |
| 2008 Részletek |                 | · Új-Zéland  | 2–0          | · Pápua Új-Guinea | Csak két csapat volt a döntőben. | Csak két csapat volt a döntőben. | Csak két csapat volt a döntőben. |
| 2012 Részletek |                 | · Új-Zéland  | 8–0, 7–0     | · Pápua Új-Guinea | Csak két csapat volt a döntőben. | Csak két csapat volt a döntőben. | Csak két csapat volt a döntőben. |
| 2016 Részletek |                 | · Új-Zéland  | 7–1, törölve | · Pápua Új-Guinea | Csak két csapat volt a döntőben. | Csak két csapat volt a döntőben. | Csak két csapat volt a döntőben. |